# 五十鈴陸地龍
五十鈴陸地龍（日語：いすゞ・ロデオ；英語：Isuzu Rodeo），又稱陸地歐、羅迪。是一款由日本五十鈴公司推出的汽車品牌。起迄1998-2004年間，定位於SUV和CUV間，常與七人座的isuzu trooper一併提起，但陸地龍是五人座。在車史上許多人認為是經典之一，其後五十鈴公司改往貨車、卡車、垃圾車、公車、巴士等公司車發展。

## 車體
採用四輪驅動、電動窗、汽油，汽缸容量3200cc。

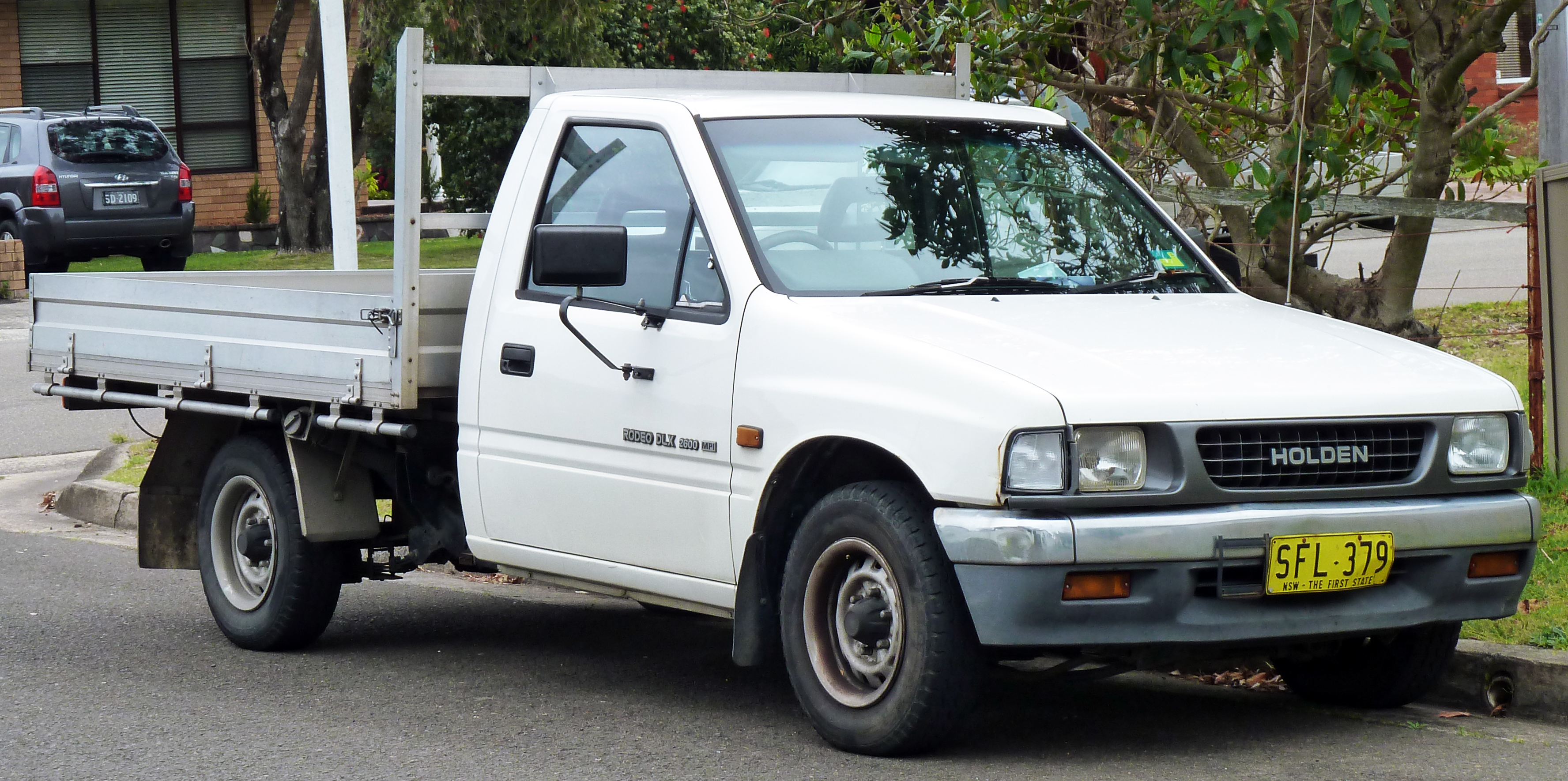
中型貨車
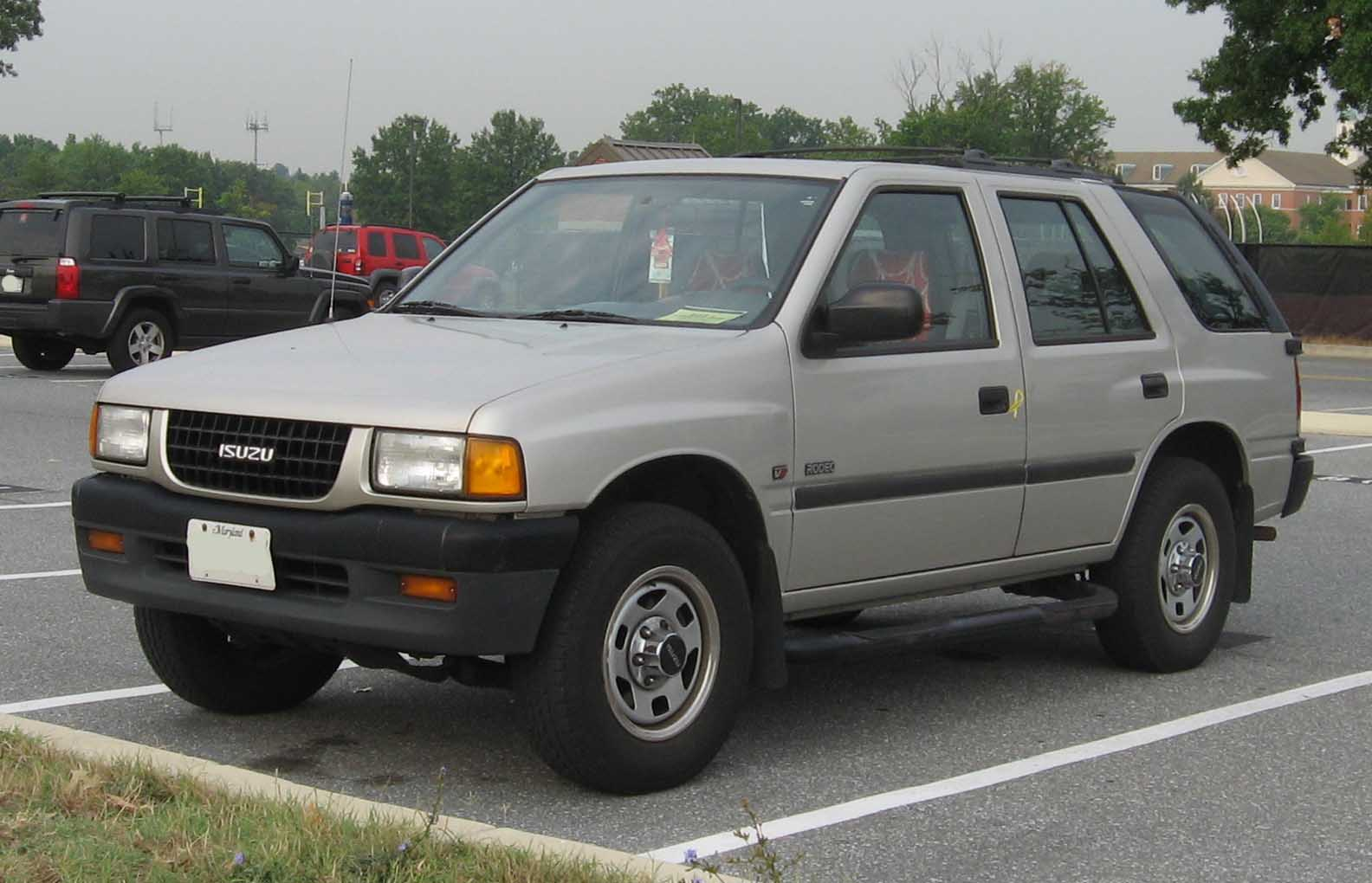
中型SUV（第一代）
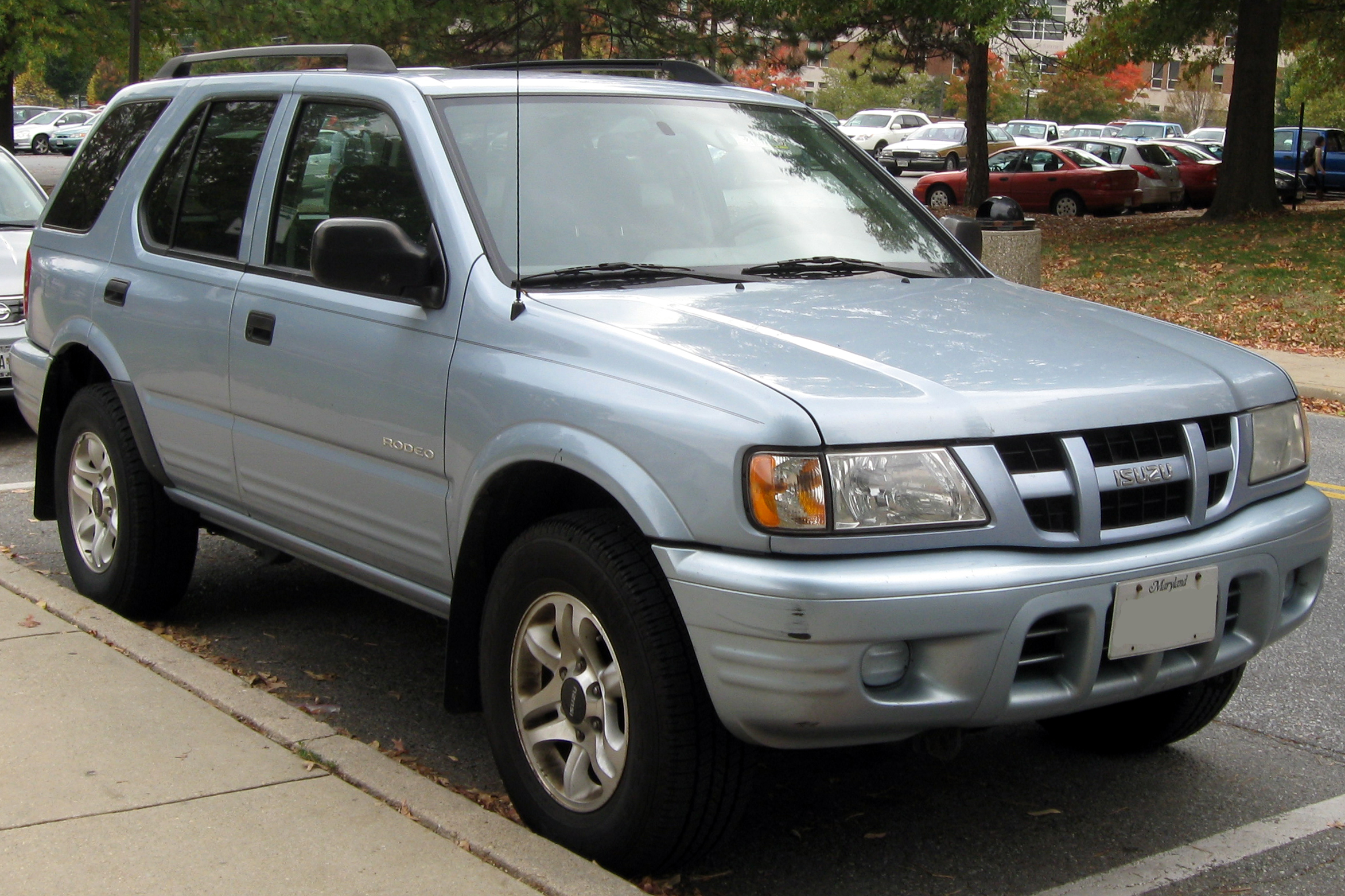
中型SUV（第二代）